# Yuki-onna

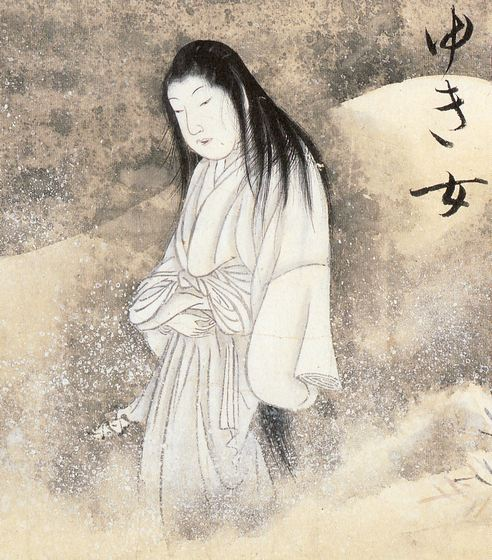
Yuki Onna in Sawaki Sūshis Hyakkai Zukan (1737)

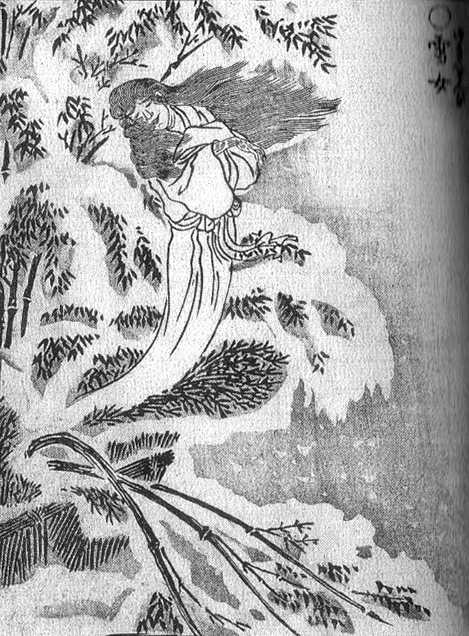
Yuki Onna in Toriyama Sekiens Gazu Hyakki Yagyō (1776)

Yuki-onna oder Yuki Onna (japanisch 雪女, „Schneefrau“) ist ein fiktives Wesen des japanischen Volksglaubens und wird zur Gruppe der Yōkai gezählt.

## Beschreibung
Der japanische Volksglaube beschreibt die Yuki-onna als zierliche, hochgewachsene Frau oder als zierliches Mädchen. Sie hat knielanges, schneeweißes (seltener pechschwarzes) Haar und trägt einen ebenso weißen, eleganten Kimono. Ihr Wesen wird zwiespältig beschrieben: So soll sie vor aufkommenden Schneestürmen warnen, aber manchmal auch verirrte Bergwanderer ins Schneegestöber locken, wo die Opfer dann jämmerlich erfrieren. Auch wird ihr nachgesagt, dass sie kleine Kinder davor warne, nachts allein draußen zu spielen. Tut ein Kind dies dennoch, wird es von der Schneefrau entführt.

## Überlieferung
Eine frühe Legende um die Schneefrau stammt aus dem Werk Sōgi Shokoku Monogatari (宗祇諸国物語, „Wundersame Geschichten vom Lande“) um 1690, Edo-Zeit. Der Autor berichtet von einer Begegnung mit der Schneefrau am Rande eines Bambushains. Er beschreibt sie als um die zwanzig Jahre alt mit einer so blassen Hautfarbe, dass die Dame fast transparent schien. Ihre Körpermaße sollen 10 jō (ca. 3,30 m) betragen haben.
Eine weitere Geschichte um die Yuki-onna stammt aus der Region Oguni in der Präfektur Yamagata. Laut der lokalen Anekdote war die Schneefrau einst eine Mondprinzessin, die sich furchtbar langweilte und unbedingt wissen wollte, wie es auf der Erde zuging. Also ließ sie sich eines Winters von den Schneeflocken zur Erde hinabtragen – und saß fest. Sie hatte vergessen, eine Rückkehrmöglichkeit einzuplanen und vorzubereiten.
Eine dritte Sage erzählt von einem eifrigen Diener namens Minokichi und seinem Meister, welche in ein Schneegestöber geraten und in einer Berghütte Unterschlupf suchen. Während sie schlafen, erscheint die Schneefrau und tötet den Meister mit ihrem eiskalten Atem. Dem Diener droht sie mit dem Tode, sollte er irgendjemandem von dem Vorfall erzählen. Dann verschwindet sie. Im darauffolgenden Winter trifft der Diener in seinem Heimatdorf auf eine unglaublich schöne, junge Frau namens Yūki. Beide heiraten und sie gebiert ihm zehn schöne Kinder mit ungewöhnlich heller Haut. Eines Abends erzählt Minokichi seiner Frau, dass sie ihn an die Schneefrau erinnere, die er vor Jahren traf. Daraufhin wird Yūki wütend, verwandelt sich in die Schneefrau und wirft ihm vor, sein Versprechen gebrochen zu haben. Sie lasse ihn nur wegen der Kinder am Leben, sollte ihnen aber etwas zustoßen, werde er es bitter bereuen. Dann verschwindet die Yuki-onna.

## Yuki-onna in der modernen Subkultur
Die Schneefrau wird unter anderem in dem Film Kwaidan – Ghost stories von Regisseur Masaki Kobayashi aus dem Jahre 1964 thematisiert. Der Film basiert auf dem gleichnamigen Roman Kwaidan: Stories and Studies of Strange Things von Lafcadio Hearn aus dem Jahr 1904. Sie kommt zudem auch in Manga und Anime vor, beispielsweise in Rosario + Vampire oder Secret Service. Des Weiteren existiert sie auch in dem Sammelkartenspiel Yu-Gi-Oh! als die Karte "Geistertrick Yuki-Onna". Das Pokémon Frosdedje aus der gleichnamigen Spielreihe ist an die Yuki-onna angelehnt, wie dessen japanischer Name ユキメノコ Yukimenoko (dt. Schneemädchen) und Aussehen zeigen. Der deutsche Name bedeutet so viel wie „Frostmädchen“. In der Animeserie Inuyasha kommt eine Schneefrau vor, die Wanderer mit in ihr Schneedorf nimmt und ihnen dort das Leben aussaugt. In der asiatischen Serie "Falling into your Smile" gibt es eine Figur namens Yuki-Onna im dort gespielten Game, das stark an das hier bekannte League of Legends erinnert.